# Wałerij Bukajew
Wałerij Ołeksandrowycz Bukajew (ukr. Валерій Олександрович Букаєв, ur. 1 lutego 1976 w Krasnodonie, zm. 25 stycznia 2009 w Ługańsku) – ukraiński polityk, biznesmen i działacz sportowy, właściciel i prezes klubu piłkarskiego Zoria Ługańsk.

## Życiorys
Ukończył w 2003 studia w Instytucie Górniczo-Metalurgicznym w Alczewsku. Od 1995 prowadził prywatną działalność gospodarczą, od 2001 zajmował kierownicze stanowiska w przedsiębiorstwach przemysłu ciężkiego. W 2006 został szefem rady „Partnerbanku” i radnym rady obwodu ługańskiego. Prowadził biznes w branży naftowej.
Jako działacz sportowy zaangażował się w pracę w ługańskiej Zorii. W 2006 został wybrany jego honorowym prezesem. W 2007 z ramienia Partii Regionów został deputowanym do Rady Najwyższej VI kadencji.
25 stycznia 2009 zmarł z powodu ciężkiej choroby.